# Кочубеевский парк (Батурин)

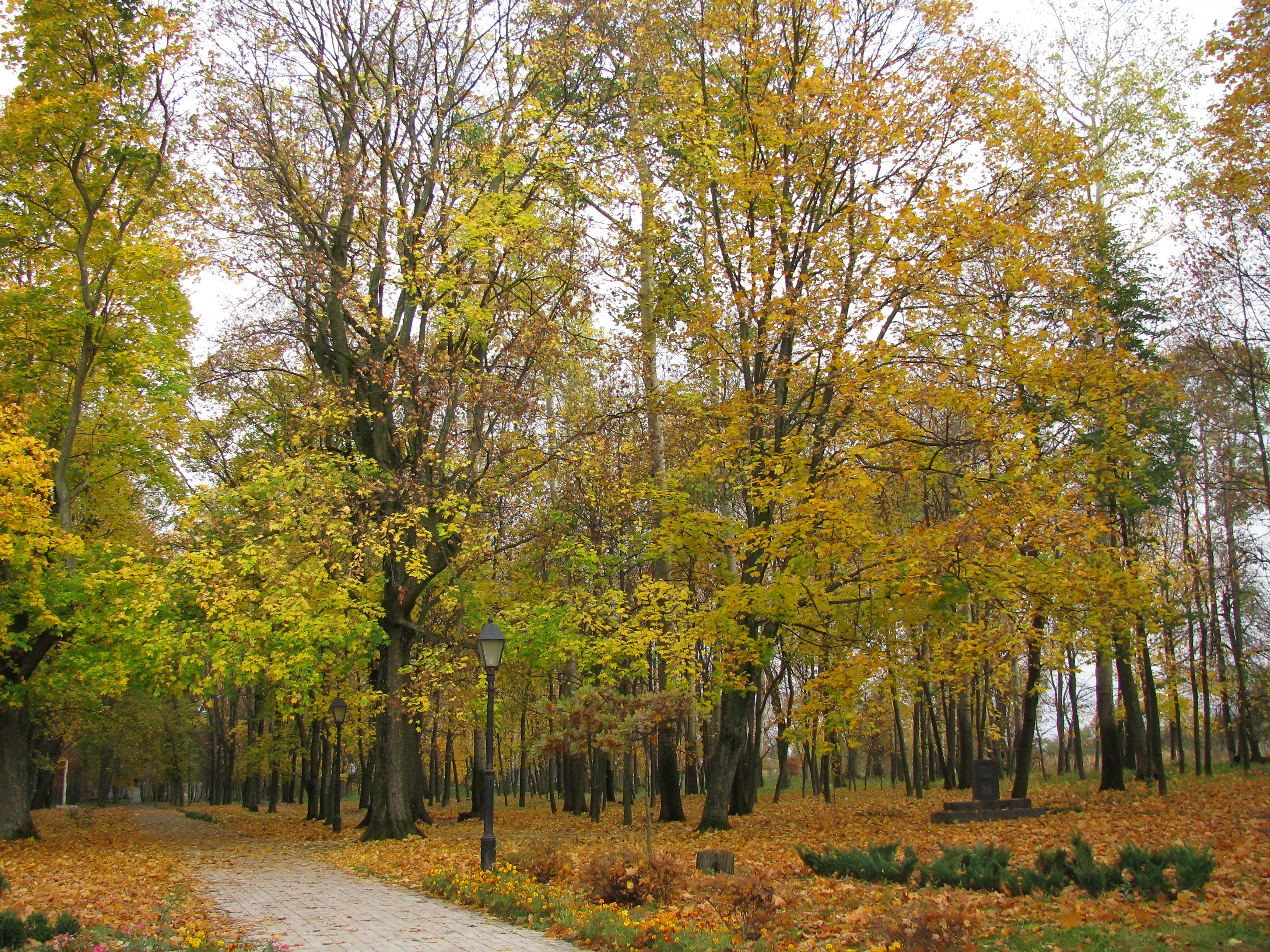
Парк «Кочубеевский» (Батурин)

Кочубеевский парк — парк-памятник садово-паркового искусства местного значения в Украине. Расположенный в городе Батурин Бахмачского района Черниговской области. Входит в состав Национального историко-культурного заповедника «Гетманская столица». Площадь 9,9 га.

## История
Парк заложен в XVII в. генеральным судьей В. Кочубеем на основе природной дубравы. Памятник сочетает регулярное и нерегулярное (пейзажный) планирование. В древостое парка естественные и искусственные насаждения разных лет — всего 34 вида деревьев и кустарников.
На территории парка расположен памятник архитектуры национального значения — Дом Генерального суда (дом В. Кочубея) XVII в., Братские могилы времен Украинской революции и Второй мировой войны, выставка «… пока звучит пчела», посвященная пчеловоду Петру Прокоповичу, и памятники монументального искусства разных периодов.

## Братское кладбище
Кладбище упорядочено В 1975 году. В 2005 году осуществлено благоустройство. В настоящее время оно состоит из 5 братских и 6 отдельных могил. Это, в частности, братская могила 20 человек, расстрелянных летом 1919 деникинцами, братская могила 10 мирных жителей, расстрелянных нацистами в 1941, братская могила 47 воинов Советской армии, погибших во время освобождения Батурина в 1943.

## Памятники и памятные знаки
Петру Прокоповичу
В 1975 году, в рамках мероприятий по празднованию 200-летия выдающегося украинского пасечника Петра Прокоповича на территории парка сформировали липовую аллею и установили памятник П. И. Прокоповичу. Его автор — Инна Коломиец.
Богдану Лепкому
Памятник известному украинскому писателю было открыто в 1999 году. По случаю 125-летия со дня его рождения. Представляет собой стеллу с барельефом Лепкого на фоне земного шара. Скульптор — Иван Сонсядло. Богдан Лепкий соединил себя с Батурином, в котором при жизни никогда не бывал, знаменитой трилогией «Мазепа».
Украинский гетманам
Памятный знак, установленный 23 октября 1999 по случаю перенесения праха гетмана И. Мазепы (земли с места захоронения гетмана в г.. Галац (Румыния). Надпись на памятнике: «В действиях гетманов — сила и государственное величие Украины».
Знак, посвященный дубу
22 мая 2003 в южной части парка был открыт памятный знак любви гетмана Ивана Мазепы и Мотря Кочубей. Он установлен на месте, где рос дуб, несколько веков служил символом их любви.
Мотря
Скульптура из песчаника, созданная во время Международного симпозиума «Батурин-2008». Скульптор Владимир Протас. Установленная в южной части парка.

## Кочубеево озеро
Усадьба Кочубеев расположена на Черной речке — небольшой левом притоке реки Сейм. В XVIII—XIX вв. в ее долине были озера и проточная балка. По воспоминаниям старожилов, до середины XX в. в этих водоемах было много рыбы и черепах. Весной они наполнялись водой. Летом дети купались здесь, женщины стирали одежду, мужчины — купали лошадей. В начале 1940-х годов действовала водяная мельница (Вешняки) В. М. Червонящого. Водоем в это время была разделена на два пруды, которые назывались Балка (Капунин) и Кочубеевский. Сначала спустили воду из верхнего, Капуниного, пруда, но Кочубеевский продолжал мелеть. Его было решено почистить с помощью бульдозеров. Техникой расчистили дно водоема, однако восстановить ее так и не удалось. Военные 3 дня закачивали сюда воду из Сейма, и вся она ушла в землю. На сегодня водоема в долине Черной речки потеряны.

## Посещение
Территория парка открыта для посещения постоянно. Экскурсоводы работают по графику работы музея Дом Василия Кочубея.